# Geopolimerização
Na química, geopolimerização é um termo criado por David Davidovitch, em 1978, para classificar a descoberta da geosíntese para a produção de materiais poliméricos inorgânicos que são usados actualmente em dezenas de aplicações industriais.
Os avanços notáveis feitos através da geosíntese e geopolimerização inclui polímeros minerais (geopolímeros), cerâmicas flexíveis, compostos cerâmicos fabricados à temperatura ambiente ou em uma simples autoclave, betões que após quatro horas tem resistência e durabilidade maior que os melhores betões usados actualmente na indústria da construção civil.
David Davidovitch também propôs que o processo da geopolimerização já era conhecida pelos antigos egípcios e que muitos dos monumentos do Antigo Egipto, incluindo as pirâmides de Gizé, foram construídos desta forma.